# Stob Coire Sgrìodain

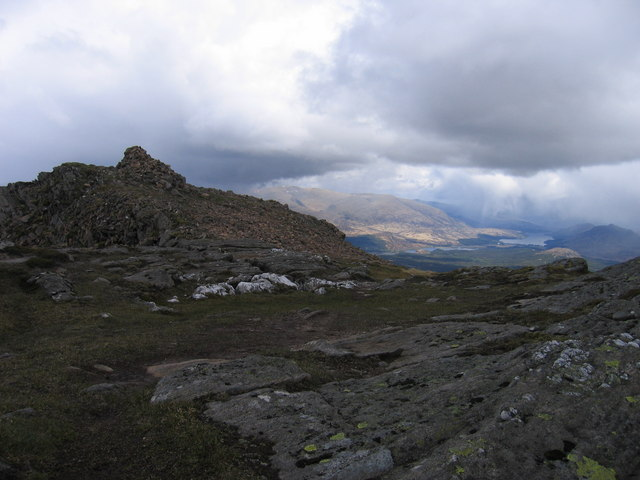
Der Gipfel des Stob Coire Sgrìodain, Blick nach Nordosten, im Hintergrund Loch Laggan

Der Stob Coire Sgrìodain ist ein als Munro eingestufter, 979 Meter hoher Berg in Schottland. Sein gälischer Name kann in etwa mit Spitze des Geröllkars übersetzt werden.

## Beschreibung
Er liegt in der Council Area Highland in den Grampian Mountains südöstlich von Spean Bridge. Zusammen mit dem benachbarten Munro Chno Dearg und diversen Vorgipfeln bildet er eine eigenständige kleine Berggruppe östlich von Loch Treig und südlich des Glen Spean. Durch das südöstlich liegende Tal des Allt Fèith Thuill ist sie vom weiter südlich liegenden Beinn na Lap getrennt.

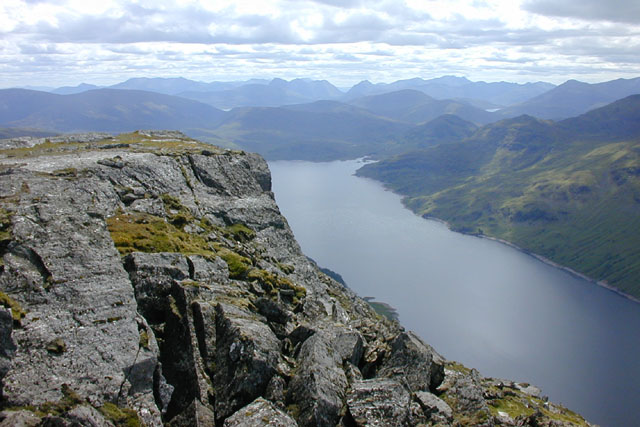
Blick vom Gipfel nach Südwesten über Loch Treig

Der Stob Coire Sgrìodain ist zwar niedriger als der südöstliche Nachbar Chno Dearg, aber schon durch seine Lage, steil über dem Ostufer von Loch Treig ist er dennoch deutlich auffälliger als der gerundete breite Gipfel seines etwas höheren Nachbarn, der nach fast allen Seiten eher sanft abfällt und von steiniger Moos- und Heidelandschaft geprägt ist. Dagegen ist der Stob Coire Sgrìodain vor allem im Gipfelbereich felsig und von steilen Schrofen geprägt. Er besitzt einen entlang von Loch Treig in Nord-Süd-Richtung verlaufenden Gipfelgrat, der nach Norden im 836 Meter hohen Vorgipfel Sròn na Gàrbh-bheinne endet. Nach Süden ist dem Hauptgipfel noch ein 958 Meter hoher Gipfel vorgelagert, der durch den auf 913 Meter Höhe liegenden kleinen Bealach Glac Bhàn von diesem getrennt ist. Im Bereich des Haupt- und des südlichen Vorgipfels umschließt der Stob Coire Sgrìodain zusammen mit dem Chno Dearg in Form eines nach Norden geöffneten Hufeisens das Coire an Lochain, ein nach Osten, zum Chno Dearg hin, von sanften Grashängen geprägtes Kar. Dagegen fällt der Stob Coire Sgrìodain im Westen mit steileren, felsdurchsetzten Wänden in das Kar ab, das in der Mitte vom Lochan Coire an Lochain, einem kleinen, auf etwa 750 Meter Höhe liegenden Bergsee gefüllt wird. Der niedrigste Punkt zwischen den beiden Munros am Südende des Kars liegt bei etwa 890 Metern. Nach Westen fällt der Stob Coire Sgrìodain durchgängig steil zum Loch Treig ab. Am Fuß des Berges verläuft etwas oberhalb des Ufers von Loch Treig die West Highland Line, die in diesem Bereich steinschlaggefährdet ist. Durch seine Lage bietet der Stob Coire Sgrìodain vor allem nach Süden und Westen eine weite Aussicht, die bis zu den Bergen von Glen Coe und rund um den Ben Nevis reicht.

## Aufstieg
Die meisten Munro-Bagger kombinieren eine Besteigung des Stob Coire Sgrìodain mit der des benachbarten Chno Dearg. Ausgangspunkt ist die kleine Ansiedlung Fersit nördlich der Staumauer von Loch Treig, die über einen Abzweig von der A86 erreicht werden kann. Von dort können beide Gipfel in einer Rundtour begangen werden, alternativ zunächst über den Nordgrat des Stob Coire Sgrìodain zu dessen Gipfel und weiter über den breiten Verbindungsgrat oberhalb der Wände des Coire an Lochain zum breiten Westhang des Chno Dearg. Der Abstieg erfolgt dann über die breite Nordseite des Chno Dearg zurück nach Fersit. Die Begehung ist auch in umgekehrter Richtung möglich. Ein deutlich längerer Zustieg ist aus Richtung Süden möglich, Ausgangspunkt ist hier der Bahnhof Corrour an der West Highland Line.